# Snowboard aux Deaflympics
La Snowboard aux Deaflympics d'hiver est une discipline olympique depuis aux Deaflympics d'hiver de 1999 à Davos. 

## Événements
- x = Épreuves officielles pour les hommes et les femmes
- h = Épreuves officielles pour les hommes
- f = Épreuves officielles pour les femmes

| Epreuves               | 1999 | 2003 | 2007 | 2011 | 2015 |
| ---------------------- | ---- | ---- | ---- | ---- | ---- |
| Boardercross           | -    | -    | -    | -    | x    |
| Half-pipe              | x    | x    | h    | -    | x    |
| Slalom géant           | x    | x    | -    | -    | -    |
| Slalom géant parallèle | -    | -    | x    | -    | x    |
| Slalom parallèle       | x    | x    | x    | -    | x    |
| Slopestyle             | -    | -    | -    | -    | x    |

## Palmarès

### Hommes
Le tableau suivant retrace pour chaque édition de la compétition le palmarès du tournoi et la nation hôte.

#### Boardercross
| Année | Or            | Argent             | Bronze           |
| 2015  | Tomas Pazdera | Blair Tucker Esson | Alexey Ignatenko |

#### Half-pipe

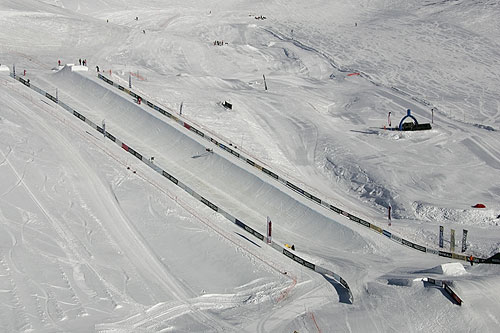
Un half-pipe de Snowboard

Un Half-Pipe dans le cas des sports de neiges appelé également rampe de neige en France et au Québec, est une structure utilisée pour les sports de glisse comme le snowboard.
C'est une structure neigeuse se présentant sous la forme d'un demi tube. Il est constitué de deux longs murs de neige de forme arrondie qui se font front et se rejoignent en leur base.
| Année | Or                 | Argent                   | Bronze          |
| 1999  | Darrick De La O    | Jacob Buzianis           | Mikko Kotila    |
| 2003  | Mikko Kotila       | Darrick De La O          | Jeremy Cline    |
| 2007  | Mikko Kotila       | Matthew Delane Gustafson | Tadashi Honda   |
| 2015  | Blair Tucker Esson | Sean Esson               | Yasutomo Tsukui |

#### Slalom géant
| Année | Or             | Argent          | Bronze           |
| 1999  | Stanko Pavlica | Darrick De La O | Steve Villavieja |
| 2003  | Noboru Harasa  | Fabio Perricone | Jeffrey Pollock  |

#### Slalom géant parallèle
| Année | Or            | Argent                    | Bronze                         |
| 2007  | Noboru Harasa | Stanko Pavlica            | Jeffrey Pollock                |
| 2015  | Noboru Harasa | Igor Alexeevich Ishatenko | Roman Valeryevich Khamitsevich |

#### Slalom parallèle
| Année | Or              | Argent                         | Bronze                    |
| 1999  | Stanko Pavlica  | Jeffrey Pollock                | Jacob Buzianis            |
| 2003  | Fabio Perricone | Bernhard Kurzmann              | William Loftus            |
| 2007  | Noboru Harasa   | Peter Strack                   | Jeffrey Pollock           |
| 2015  | Noboru Harasa   | Roman Valeryevich Khamitsevich | Igor Alexeevich Ishatenko |

#### Slopestyle
| Année | Or                 | Argent       | Bronze     |
| 2015  | Blair Tucker Esson | Jonas Jenzer | Sean Esson |

### Femme

#### Boardercross
| Année | Or               | Argent         | Bronze             |
| 2015  | Ella Shevlyakova | Lauren Weibert | Svetlana Anisimova |

#### Half-pipe
| Année | Or               | Argent         | Bronze                    |
| 1999  | Raychelle Harris | Marina Lavelle | Janene Micheletti-Randall |
| 2003  | Sheila De La O   | Marina Lavelle | Nixo Diann Lanning        |
| 2015  | Ryoko Hanashima  | Okawa Mayako   | Svetlana Anisimova        |

#### Slalom géant
| Année | Or             | Argent         | Bronze           |
| 1999  | Marlene Tutzer | Lisa Tempesta  | Raychelle Harris |
| 2003  | Yaeko Kato     | Marlene Tutzer | Marina Lavelle   |

#### Slalom géant parallèle
| Année | Or                 | Argent                  | Bronze           |
| 2007  | Nixo Diann Lanning | Cecilia Emma Hanhikoski | Denise Ledermann |
| 2015  | Maria Kapustkina   | Cecilia Emma Hanhikoski | Anna Surmilina   |

#### Slalom parallèle
| Année | Or                      | Argent           | Bronze                  |
| 1999  | Marlene Tutzer          | Raychelle Harris | Lisa Tempesta           |
| 2003  | Marlene Tutzer          | Sheila De La O   | Anja Meier              |
| 2007  | Akiko Kasai             | Denise Ledermann | Cecilia Emma Hanhikoski |
| 2015  | Cecilia Emma Hanhikoski | Maria Kapustkina | Anna Surmilina          |

#### Slopestyle
| Année | Or             | Argent                | Bronze             |
| 2015  | Lauren Weibert | Petrine Olgeirsdottir | Svetlana Anisimova |

## Tableau des médailles

### Hommes
| Rang | Nation     | Or | Argent | Bronze | Total |
| ---- | ---------- | -- | ------ | ------ | ----- |
| 1    | Japon      | 5  | 0      | 2      | 7     |
| 2    | États-Unis | 3  | 7      | 7      | 17    |
| 3    | Suisse     | 2  | 2      | 1      | 5     |
| 4    | Finlande   | 2  | 0      | 1      | 3     |
| 5    | Italie     | 1  | 1      | 0      | 2     |
| 6    | Tchéquie   | 1  | 0      | 0      | 1     |
| 7    | Russie     | 0  | 2      | 3      | 5     |
| 8    | Autriche   | 0  | 2      | 0      | 2     |

### Femmes
| Rang | Nation     | Or | Argent | Bronze | Total |
| ---- | ---------- | -- | ------ | ------ | ----- |
| 1    | États-Unis | 4  | 6      | 5      | 15    |
| 2    | Japon      | 3  | 1      | 0      | 4     |
| 2    | Italie     | 3  | 1      | 0      | 4     |
| 4    | Russie     | 2  | 1      | 5      | 8     |
| 5    | Finlande   | 1  | 2      | 1      | 4     |
| 6    | Suisse     | 0  | 1      | 2      | 3     |
| 7    | Norvège    | 0  | 1      | 0      | 1     |